# Rafaela Montanaro
Rafaela Montanaro (6 de novembro de 1984) é uma pole dancer brasileira. Montanaro foi a vencedora do Campeonato Brasileiro de Pole Dance de 2009 e do Campeonato Sulamericano de Pole Dance de 2009, realizado no Teatro Astral na Argentina. É sobrinha de José Montanaro Júnior, ex-jogador de vôlei, que atuou nos Jogos Olímpicos de Verão de 1984.

## Biografia

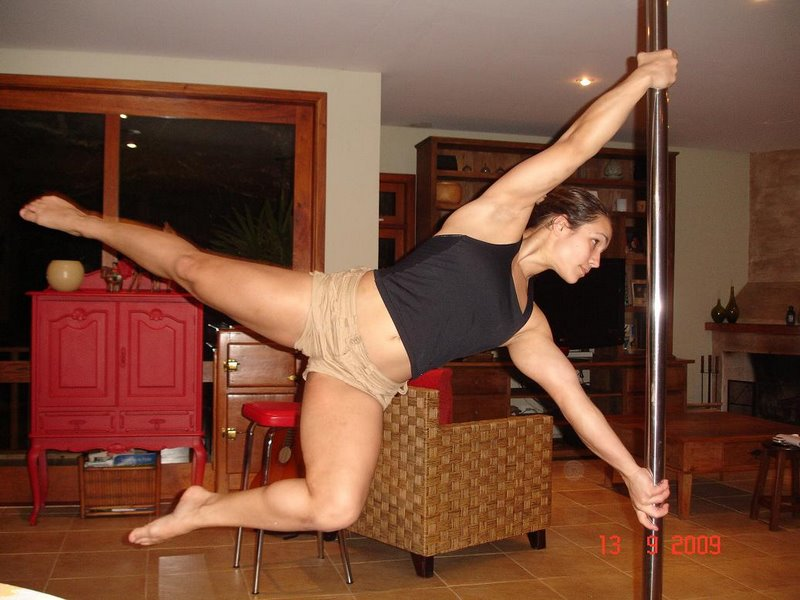
Rafaela Montanaro em performance em um mastro chinês

Rafaela Montanaro iniciou sua carreira aos 3 anos de idade quando iniciou suas práticas em ginástica olímpica. Aprendeu também jazz, balé clássico e moderno e dança de salão. Na adolescência Montanaro realizou artes circenses entrando para a École Nationale des Arts du Cirque, na França. Em seu retorno ao Brasil cursou faculdade de educação física e foi trabalhar como professora. Depois de ver vídeos da pole dancer Felix Cane (campeã mundial de pole dance de 2009) ficou interessada nas práticas de pole dance. Assim, participou do Campeonato Brasileiro de Pole Dance de 2009 e classificou-se para o Sulamericano de Pole Dance, ficando em primeiro lugar na competição.
Desta maneira, ficou classificada para o Mundial de Pole Dance de 2010, que ocorreu em Zurique, na Suíça.Rafaela ficou em 3° lugar na competição, ao lado de Felix Cane (1°) e Maria Escalante (2°), além de receber o título de Miss Pole Dance Tricks.